# Труссье, Филипп
Фили́пп Труссье́ (фр. Philippe Troussier; род. 21 марта 1955, Париж) — французский футбольный тренер.

## Биография
Во Франции выступал в командах низших лиг. В 1989 году переехал в Африку. С 1989 по 1992 год был тренером одного из грандов ивуарийского футбола — «АСЕК Мимозас». С ним он выиграл три чемпионата страны, Кубок и Суперкубок страны. Недолго тренировал сборную Кот-д’Ивуара. Но сборная не пробилась на ЧМ-1994, уступив Нигерии по разнице мячей.
Три года тренировал клубы столицы Марокко Рабата, но не добился с ними значимых успехов. В 1997 году вывел сборную Нигерии на ЧМ-1998. В 1998 году возглавлял сборную ЮАР на ЧМ-1998, где она заняла третье место в группе, набрав 2 очка.
Расцвет Труссье как тренера произошёл в сборной Японии, которую он возглавлял 4 года. С Труссье команда выиграла Кубок Азии в 2000 году, заняла второе место на Азиатских играх и впервые в своей истории вышла в плей-офф чемпионата мира по футболу.
В 2003—2004 годах возглавлял сборную Катара.
В сезоне 2004/05 тренировал «Олимпик Марсель», который занял по итогам чемпионата пятое место. В 2005 году тренировал сборную Марокко. При нём сборная не прошла на ЧМ-2006.
Недолго возглавлял команду третьего японского дивизиона «Рюкю». В 2010 году ходили слухи, что Труссье вернётся в Кот-д’Ивуар, но они не подтвердились.

## Достижения
- Чемпион Кот-д’Ивуара — 1990,1991, 1992
- Обладатель Кубка Кот-д’Ивуара — 1990
- Обладатель Суперкубка Кот-д’Ивуара — 1990
- Обладатель Кубок Азии — 2000
- Серебряный призёр Летних Азиатских игр — 2002

## Интересные факты
- В 2006 году принял ислам вместе с женой Доминик, получив имя Омар[1].
- В 2002 году получил японский орден Народа[2], в 2009 году — Национальный орден «За заслуги».